# 녠쯔산구
녠쯔산구(한국어: 연자산구, 중국어: 碾子山区, 병음: Niǎnzishān Qū)는 중화인민공화국 헤이룽장성 치치하얼 시의 행정구역이다. 넓이는 290km2이고, 인구는 2007년 기준으로 80,000명이다.

## 행정 구역
4개 가도를 관할한다.
- 가도: 繁荣街道, 富强街道, 跃进街道, 东安街道.